# Manavgat

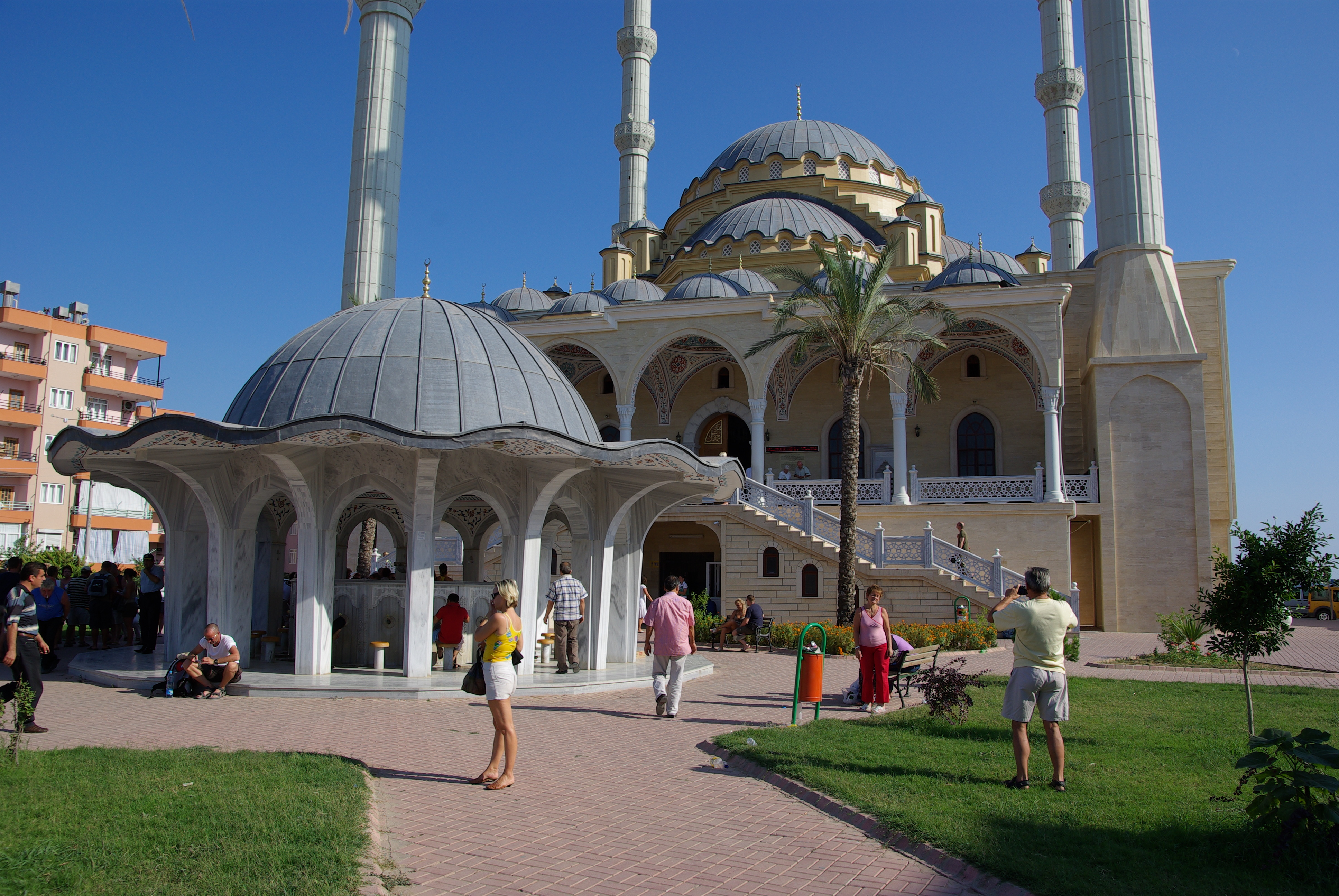
La mezquita en Manavgat

Manavgat es una ciudad y distrito de Turquía; se encuentra a 76 km del centro regional de Antalya.
Manavgat es la tercera ciudad más grande de la región después de Antalya y Alanya.

## Ubicación
Manavgat se encuentra a ambos lados del río Manavgat, en el valle del mismo nombre. El río Manavgat alimenta estas tierras fértiles con sus aguas. La cascada y su delta conforman la riqueza natural más importante de este lugar.

## Historia
La ciudad fue fundada en la época de los Seljjuc en el año 1329 y llevaba el nombre de Меlass (Karasu).
En el año 1472 la ciudad formó parte del imperio otomano. En el siglo XX se incluyó en la frontera del distrito de Konia como la parroquia de la ciudad de Alanya.

## Lugares de interés
Las principales atracciones de esta zona son la antigua ciudad de Side, la cascada de Manavgat, el parque nacional "cañón de köprülü", el lago Titreyengol, el embalse de Oymapinar y las ruinas de la ciudad de Seleucia.

## Represas
En el río Manavgat se construyeron dos represas: Manavgat (1987) y Oymapinar (1984).